# Little Computer People
Little Computer People es un videojuego de simulación de vida programado por Activision en 1985 para Commodore 64, Amstrad CPC, Atari ST, ZX Spectrum, Apple II y Amiga (este último publicado en 1987). 

## Juego
El juego consiste en sacar adelante el día a día de una familia. Will Wright, el diseñador de The Sims, ha reconocido que jugó al juego y recibió feedback sobre The Sims de Rich Gold (diseñador de Little Computer People). CNN. Retrieved 2006-09-03.